# Поляхівська сільська рада
Поля́хівська сільська́ ра́да — колишня адміністративно-територіальна одиниця та орган місцевого самоврядування в Теофіпольському районі Хмельницької області. Адміністративний центр — село Поляхова.

## Загальні відомості
Поляхівська сільська рада утворена в 1922 році.
- Територія ради: 67,795 км²
- Населення ради: 1 743 особи (станом на 2001 рік)
- Територією ради протікають річки Семенівка, Хомора

## Населені пункти
Сільській раді підпорядковані населені пункти:
- с. Поляхова
- с. Кузьминці
- с. Романів

## Склад ради
Рада складається з 16 депутатів та голови.
- Голова ради: Романюк Микола Дем'янович
- Секретар ради: Вісарчук Лідія Василівна

### Керівний склад попередніх скликань
| Прізвище, ім'я, по батькові | Основні відомості                                                                     | Дата обрання | Дата звільнення |
| --------------------------- | ------------------------------------------------------------------------------------- | ------------ | --------------- |
| Мельничук Сергій Михайлович | Сільський голова, 1966 року народження, член Всеукраїнського об'єднання «Батьківщина» | 26.03.2006   | 31.10.2010      |
| Сапсай Сергій Петрович      | Сільський голова, 1980 року народження, освіта вища, член Народної партії             | 31.10.2010   | 19.11.2012      |
| Романюк Микола Дем'янович   | Сільський голова, 1957 року народження, освіта вища, безпартійний                     | 02.06.2013   |                 |

Примітка: таблиця складена за даними сайту Верховної Ради України

### Депутати
За результатами місцевих виборів 2010 року депутатами ради стали:

#### За суб'єктами висування
| Суб'єкт висування                 | Кількість обраних депутатів | %    |
| --------------------------------- | --------------------------- | ---- |
| Народна партія                    | 7                           | 43,8 |
| Самовисування                     | 7                           | 43,8 |
| Єдиний Центр                      | 1                           | 6,3  |
| Політична партія «Сильна Україна» | 1                           | 6,3  |

#### За округами
| № округу                          | Прізвище, ім'я, по батькові  | Дата визнання обраним | Освіта             | Партійна приналежність                        | Відомості про обраного депутата                        |
| --------------------------------- | ---------------------------- | --------------------- | ------------------ | --------------------------------------------- | ------------------------------------------------------ |
| Єдиний Центр                      |                              |                       |                    |                                               |                                                        |
| 10                                | Денисюк Катерина Василівна   | 01.11.2010            | середня спеціальна | член Єдиного Центру                           | Поляхівська сільська рада, бухгалтер                   |
| Народна Партія                    |                              |                       |                    |                                               |                                                        |
| 1                                 | Вісарчук Лідія Василівна     | 01.11.2010            | середня спеціальна | член Народної партії                          | Поляхівська сільська рада, секретар                    |
| 3                                 | Савчук Валентина Миколаївна  | 01.11.2010            | вища               | член Народної партії                          | Поляхівський НВК І-ІІІ ст., директор                   |
| 8                                 | Козачук Катерина Яківна      | 01.11.2010            | середня спеціальна | член Народної партії                          | ТОВ «Нива», економіст                                  |
| 11                                | Ткачук Валентин Миколайович  | 01.11.2010            | вища               | член Народної партії                          | ФГ «Кузьминці», бухгалтер                              |
| 12                                | Дубина Людмила Леонідівна    | 01.11.2010            | середня спеціальна | член Народної партії                          | ФГ «Кузьминці», економіст                              |
| 13                                | Пилип'юк Віктор Іванович     | 08.11.2010            | середня            | член Народної партії                          | ФГ «Кузьминці», тракторист                             |
| 16                                | Горлачук Алла Анатоліївна    | 01.11.2010            | середня спеціальна | член Народної партії                          | ТОВ «Нива», агроном                                    |
| Політична партія «Сильна Україна» |                              |                       |                    |                                               |                                                        |
| 5                                 | Талимонюк Віктор Георгійович | 01.11.2010            | середня спеціальна | член Політичної партії «Сильна Україна»       | приватний підприємець                                  |
| Самовисування                     |                              |                       |                    |                                               |                                                        |
| 2                                 | Томчук Олексій Павлович      | 01.11.2010            | середня            | позапартійний                                 | пенсіонер                                              |
| 4                                 | Дячук Тетяна Володимирівна   | 01.11.2010            | вища               | позапартійна                                  | домогосподарка                                         |
| 6                                 | Медведчук Віктор Іванович    | 01.11.2010            | вища               | позапартійний                                 | ТОВ «Нива», агроном                                    |
| 7                                 | Бобик Катерина Володимирівна | 01.11.2010            | середня спеціальна | позапартійна                                  | Поляхівський фельдшерсько-акушерський пункт, медсестра |
| 9                                 | Яцюк Світлана Казимирівна    | 01.11.2010            | вища               | позапартійна                                  | Поляхівський НВК, вчитель                              |
| 14                                | Панасюк Василь Романович     | 01.11.2010            | середня спеціальна | член Всеукраїнського об'єднання «Батьківщина» | Кузьминецька загальноосвітня школа, кочегар            |
| 15                                | Камінський Леонід Леонідович | 01.11.2010            | середня            | позапартійний                                 | ТОВ «Нива», механізатор                                |